# Paradiesgarten (Prager Burg)

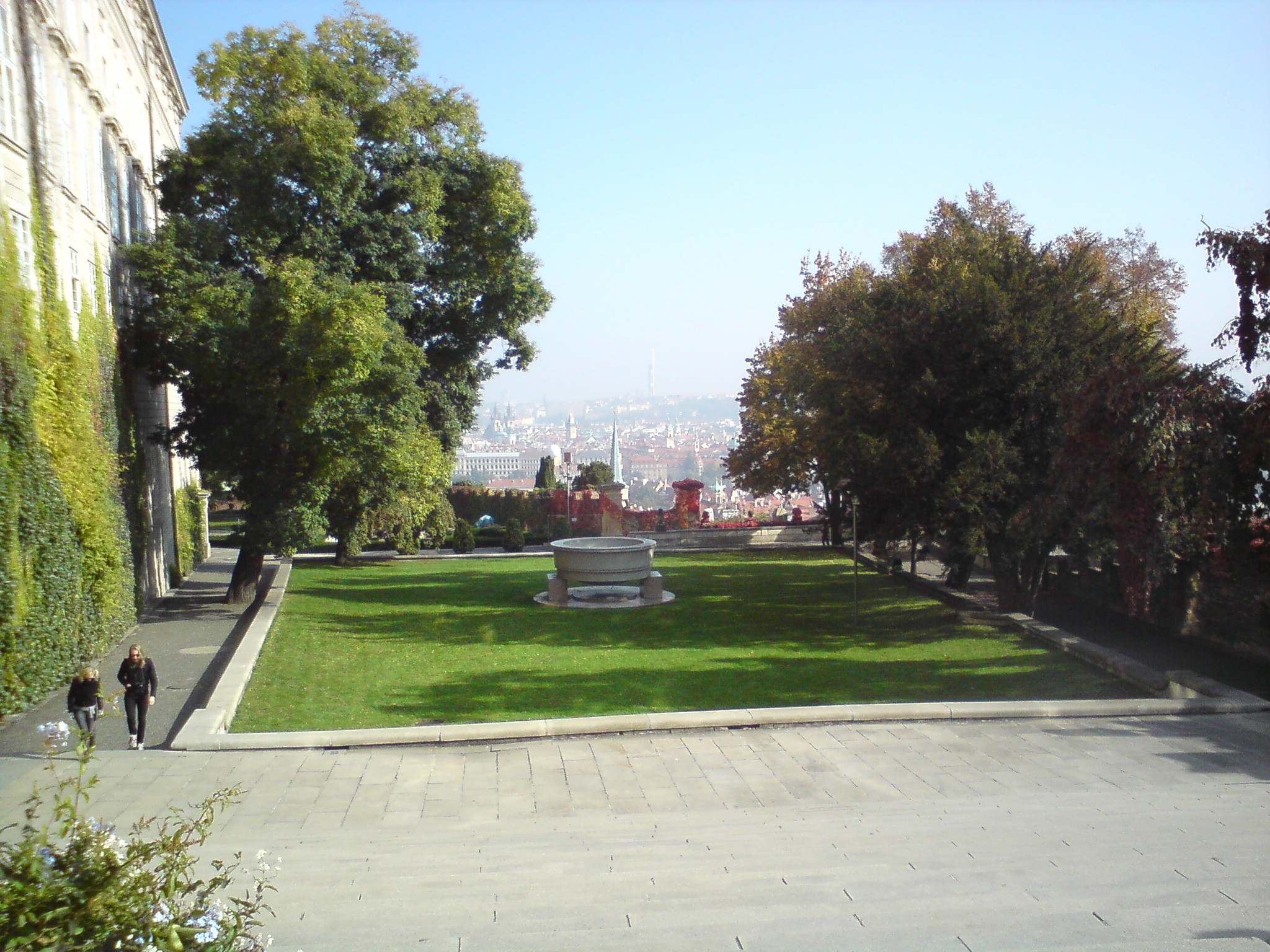
Paradiesgarten, Blick von der Eingangstreppe

Der Paradiesgarten (tschechisch Rajská zahrada) im Prager Stadtteil Hradschin gehört zusammen mit dem Wallgarten und Hartigs Garten zu den südlichen Gärten der Prager Burg. Er wurde Mitte des 16. Jahrhunderts angelegt, seine heutige Gestalt bekam er in den 1920er Jahren durch den slowenischen Architekten Jože Plečnik.
Der Paradiesgarten hat eine Fläche von 0,38 Hektar. Im Westen ist er vom Hradschiner Platz zugänglich, im Osten mündet er in den wesentlich größeren Wallgarten. Wie die anderen Burggärten auch, ist er in den Sommermonaten tagsüber für Besucher geöffnet. Der Paradiesgarten ist als Teil des Areals der Prager Burg als Nationales Kulturdenkmal der Tschechischen Republik geschützt.

## Geschichte und Beschreibung

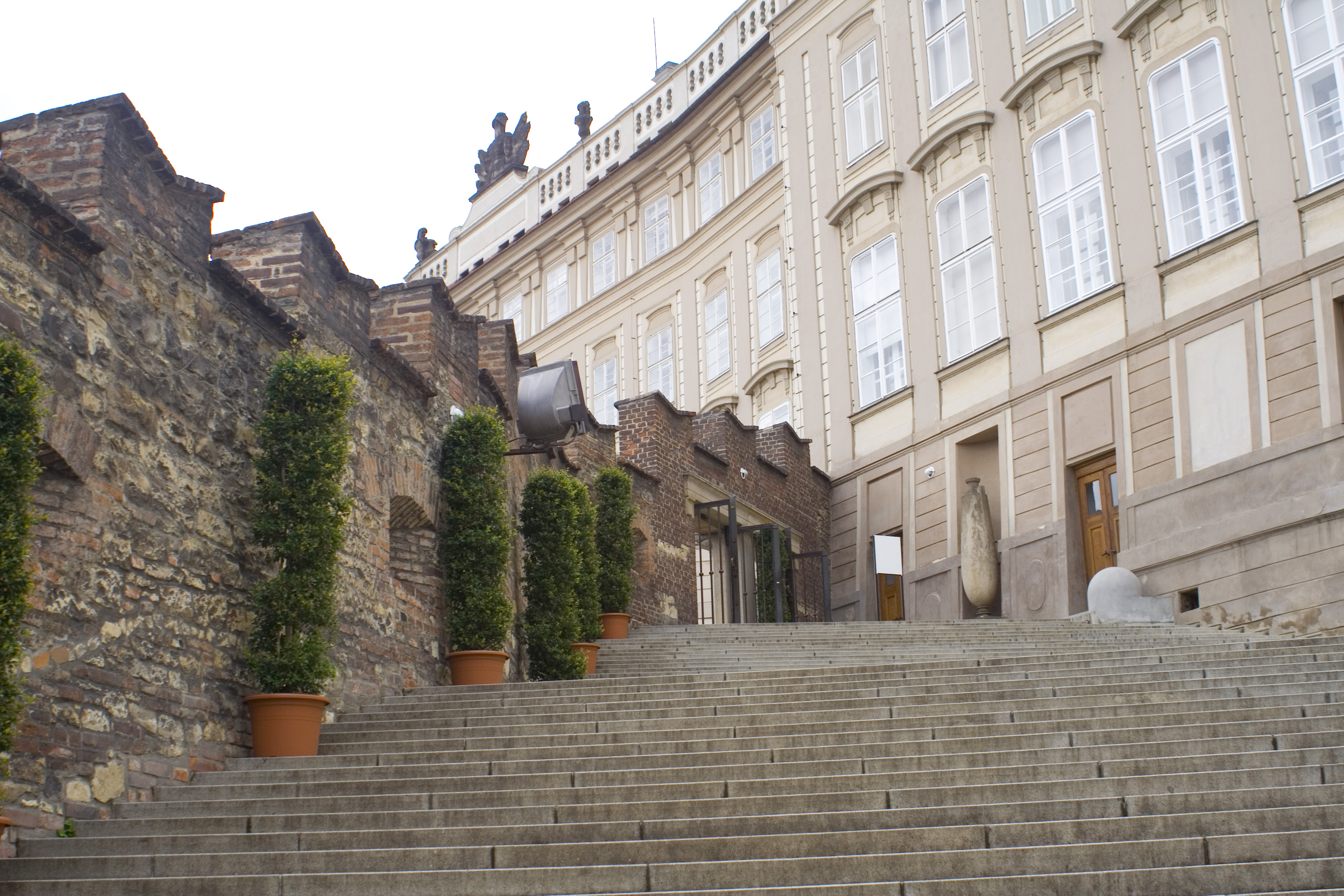
Plečniks Treppe mit dem Eingangsportal

Die südlichen Burggärten entstanden anstelle früherer mittelalterlicher Burgbefestigungen. Den ältesten, den heutigen Paradiesgarten, ließ Mitte des 16. Jahrhunderts Erzherzog Ferdinand II. von Tirol als seinen Privatgarten anlegen. Kaiser Rudolf II. ließ hier später eine Voliere und ein Bad bauen. Aus der Zeit seines Bruders Matthias stammt der runde Matthias-Pavillon (Matyášův altán) an der Grenze zum Wallgarten.

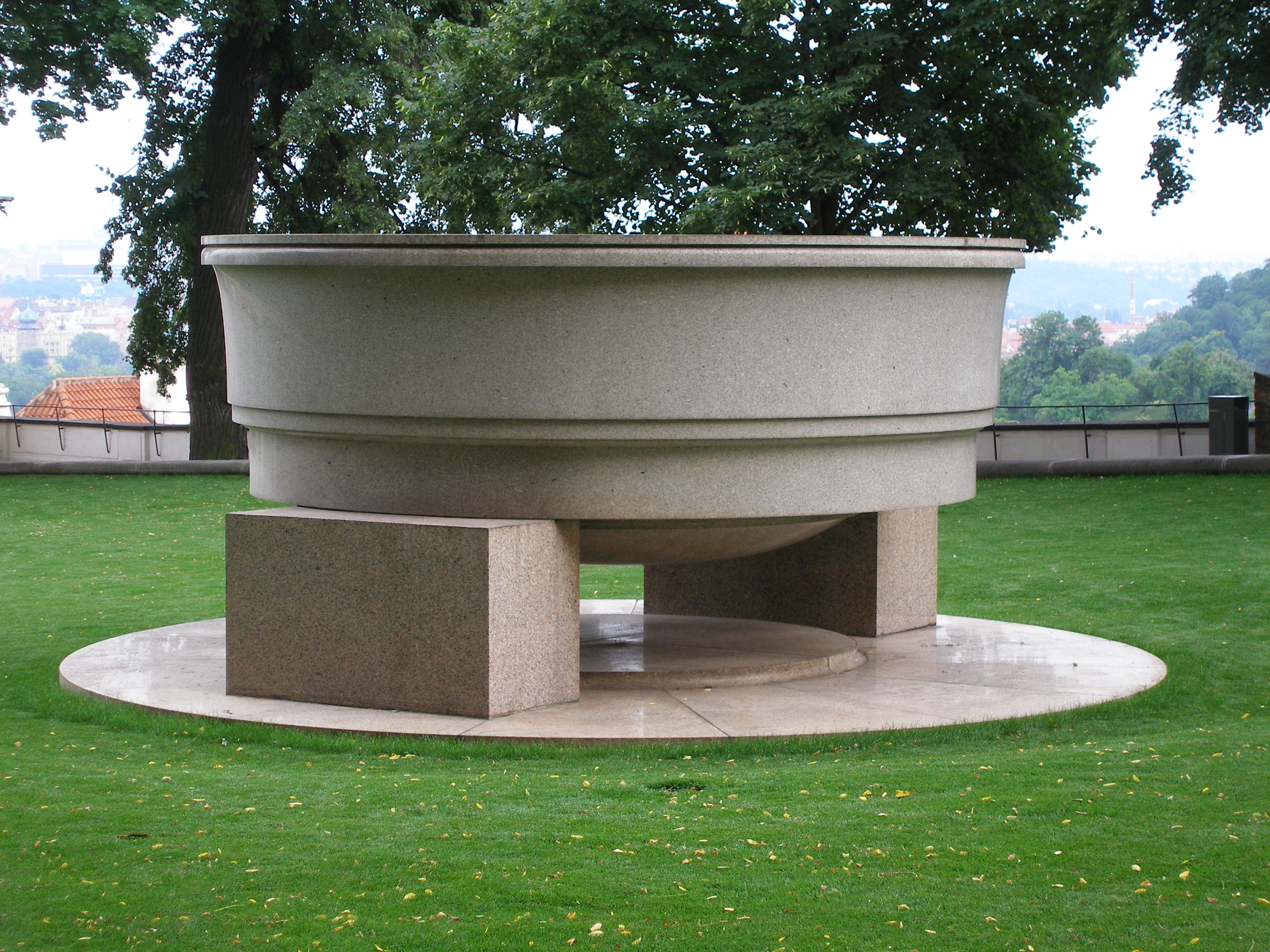
Die Granitschale

Die heutige Gestalt des Paradiesgartens ist das Werk des Architekten Jože Plečnik, den Präsident Tomáš Garrigue Masaryk im Jahr 1920 mit der Rekonstruktion des gesamten Burgareals beauftragt hatte. Plečnik schuf ein neues Doppelportal in der Burgmauer als Eingang zum Paradiesgarten vom Hradschiner Platz, dahinter baute er eine monumentale Treppe aus Granit, die hinunter in den Garten führt. Mitten auf einer großen rechteckigen Rasenfläche ist als ein dominierendes Gartenelement eine dekorative Granitschale (Žulová mísa) aufgestellt. Sie ist aus einem einzigen Stück Mrákotíner Granit gefertigt, hat einen Durchmesser von 430 cm, ist 180 cm hoch und wiegt 150 Tonnen.
Am Rand des Rasens steht der vermutlich älteste Baum auf dem Areal der Prager Burg, eine Eibe mit einem Umfang von 245 cm und einem geschätzten Alter von 400 Jahren.
Ursprünglich sollte auf der Treppe ein monumentaler Obelisk stehen, ein Denkmal zur Erinnerung an die Opfer des Ersten Weltkriegs. Er sollte bis zu Masaryks Wohnung im zweiten Stock des Neuen Königspalastes reichen und auch von der Stadt aus sichtbar sein. Der Obelisk zerbrach aber beim Transport und der später hergestellte kleinere Obelisk (der Mrákotíner Monolith) wurde nicht im Paradiesgarten, sondern im dritten Burghof aufgestellt.
Im Südflügel des Neuen Königspalastes befindet sich in der Nähe der Granitschale eine unauffällige Tür zur sogenannten Vasentreppe (Vázové schodiště), dem persönlichen Zugang des Staatspräsidenten zu den südlichen Gärten. Das angrenzende Fenster ist mit einem vergoldeten Gitter verziert. Die Tür schmücken Symbole der Tschechoslowakei: der böhmische Löwe und als slowakisches Symbol Blitze (Plečnik nimmt hier Bezug auf die slowakische Hymne).

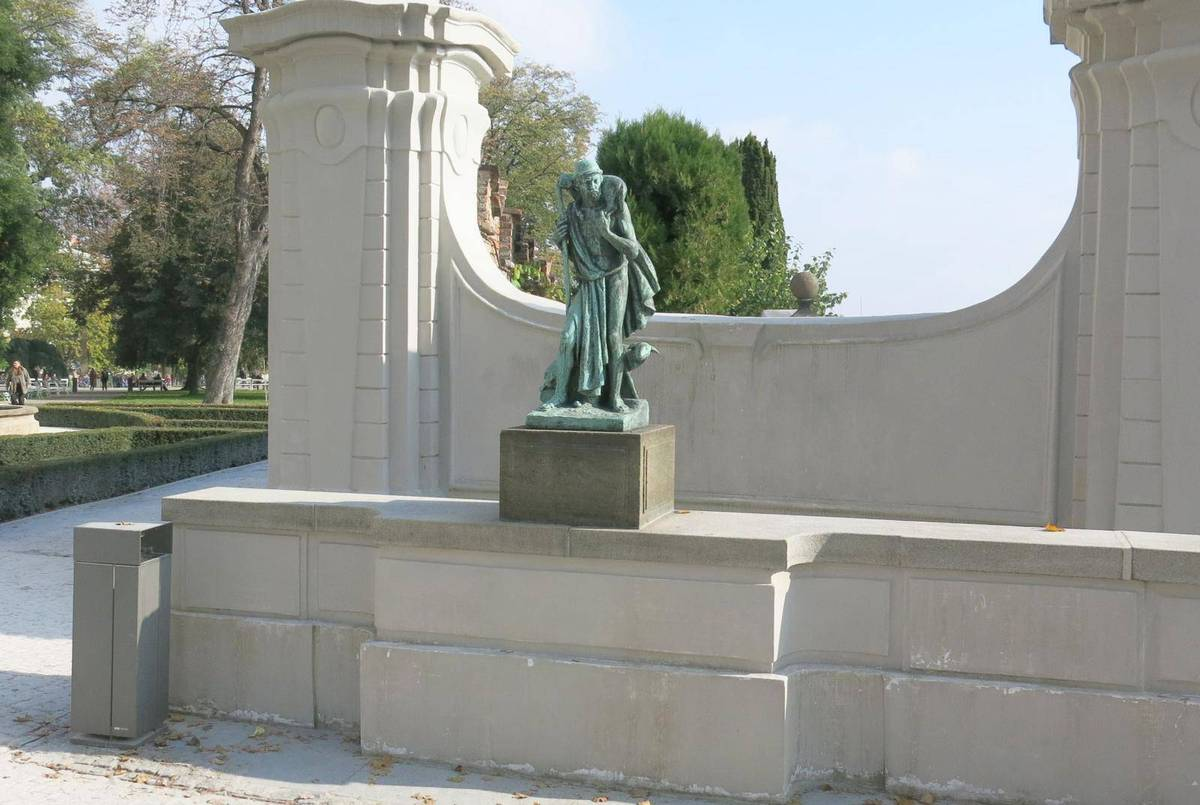
Terrasse beim Matthias-Pavillon mit der Statue des Guten Hirten

An der südlichen Burgmauer steht der Matthias-Pavillon (Matyášův altán). Den runden Renaissancepavillon mit einem hohen spitzen Dach ließ Kaiser Matthias II. im Jahr 1624 anstelle eines älteren sogenannten Bläserturms aufstellen. Innen ist er mit Wandgemälden von Josef Navrátil aus dem Jahr 1848 geschmückt. Die Holzdecke ist mit Wappen der 39 Länder bemalt, die unter habsburgischer Herrschaft standen. Unter dem Pavillon errichtete Josip Plečnik eine Aussichtsterrasse, auf der die Statue des Guten Hirten (Socha Dobrý pastýř) von Josef Kalvoda aus dem Jahr 1922 platziert ist.
Aus der Barockzeit um 1730 stammt ein Sandsteinbrunnen in Form eines vierblättrigen Kleeblatts, den Plečnik aus dem Paradiesgarten in den angrenzenden Wallgarten verlegte.
Der Paradiesgarten endet im Osten mit einer Reihe geschnittener Hainbuchen, mit denen Plečnik die abgerissene Mauer zum Wallgarten ersetzte.